# Championnats d'Europe de patinage artistique 1939
Navigation
Édition précédente Édition suivante
Les championnats d'Europe de patinage artistique 1939 ont lieu les 23 au 24 janvier 1939 au Earls Court Exhibition Centre de Londres au Royaume-Uni pour les Dames, du 27 au 29 janvier 1939 à la patinoire extérieure de Davos en Suisse pour les Messieurs, et le 4 février 1939 à Zakopane en Pologne pour les Couples.
Ces championnats européens de patinage artistique sont les derniers avant la Seconde Guerre mondiale.

## Qualifications
Les patineurs sont éligibles à l'épreuve s'ils représentent une nation européenne membre de l'Union internationale de patinage (International Skating Union en anglais). Les fédérations nationales sélectionnent leurs patineurs en fonction de leurs propres critères.

## Podiums
| Épreuves                      | Or                        | Argent                    | Bronze                    |
| ----------------------------- | ------------------------- | ------------------------- | ------------------------- |
| Messieurs résultats détaillés | Graham Sharp              | Freddie Tomlins           | Horst Faber               |
| Dames résultats détaillés     | Cecilia Colledge          | Megan Taylor              | Daphne Walker             |
| Couples résultats détaillés   | Maxi Herber / Ernst Baier | Ilse Pausin / Erik Pausin | Inge Koch / Günther Noack |

## Tableau des médailles
| Rang  | Nation      | Or | Argent | Bronze | Total |
| ----- | ----------- | -- | ------ | ------ | ----- |
| 1     | Royaume-Uni | 2  | 2      | 1      | 5     |
| 2     | Allemagne   | 1  | 1      | 2      | 4     |
| Total | Total       | 3  | 3      | 3      | 9     |

## Détails des compétitions

### Messieurs
| Rang | Nom              | Nation      | Places | Points | Fig. impo. | Prog. libre |
| ---- | ---------------- | ----------- | ------ | ------ | ---------- | ----------- |
| 1    | Graham Sharp     | Royaume-Uni |        |        |            |             |
| 2    | Freddie Tomlins  | Royaume-Uni |        |        |            |             |
| 3    | Horst Faber      | Allemagne   |        |        |            |             |
| 4    | Edi Rada         | Allemagne   |        |        |            |             |
| 5    | Hans Gerschwiler | Suisse      |        |        |            |             |
| 6    | Bo Mothander     | Suède       |        |        |            |             |
| 7    | Emil Ratzenhofer | Allemagne   |        |        |            |             |
| 8    | Franz Loichinger | Allemagne   |        |        |            |             |
| 9    | Hellmut May      | Allemagne   |        |        |            |             |
| 10   | Per Cock-Clausen | Danemark    |        |        |            |             |
| 11   | Tony Austin      | Royaume-Uni |        |        |            |             |
| 12   | Ian Currie       | Royaume-Uni |        |        |            |             |

### Dames
| Rang | Nom                | Nation          | Places | Points | Fig. impo. | Prog. libre |
| ---- | ------------------ | --------------- | ------ | ------ | ---------- | ----------- |
| 1    | Cecilia Colledge   | Royaume-Uni     |        |        |            |             |
| 2    | Megan Taylor       | Royaume-Uni     |        |        |            |             |
| 3    | Daphne Walker      | Royaume-Uni     |        |        |            |             |
| 4    | Hanne Niernberger  | Allemagne       |        |        |            |             |
| 5    | Emmy Putzinger     | Allemagne       |        |        |            |             |
| 6    | Angela Anderes     | Suisse          |        |        |            |             |
| 7    | Eva Nyklova        | Tchécoslovaquie |        |        |            |             |
| 8    | Gladys Jagger      | Royaume-Uni     |        |        |            |             |
| 9    | Marta Musilek      | Allemagne       |        |        |            |             |
| 10   | Anne Marie Saether | Norvège         |        |        |            |             |
| 11   | Britta Rahlen      | Suède           |        |        |            |             |
| 12   | Eva Katzova        | Tchécoslovaquie |        |        |            |             |

### Couples
| Rang | Nom                                   | Nation      | Places | Points |
| ---- | ------------------------------------- | ----------- | ------ | ------ |
| 1    | Maxi Herber / Ernst Baier             | Allemagne   |        |        |
| 2    | Ilse Pausin / Erik Pausin             | Allemagne   |        |        |
| 3    | Inge Koch / Günther Noack             | Allemagne   |        |        |
| 4    | Erika Bass / Bela Barcza              | Hongrie     |        |        |
| 5    | Stephanie Kalusz / Erwin Kalusz       | Pologne     |        |        |
| 6    | Gisela Grätz / Otto Weiß              | Allemagne   |        |        |
| 7    | Silva Palme / Paul Schwab             | Yougoslavie |        |        |
| 8    | Trude Heuchert / Guber Heuchert       | Roumanie    |        |        |
| 9    | Ileana Moldovan / Alfred Eisenbeisser | Roumanie    |        |        |